# Едмон де Кусмакер
Шарль Едмон Анрі де Кусмаке́р, правильно Каусема́кер (фр. Charles Edmond Henri de Coussemaker; 19 квітня 1805, Баєль — 10 січня 1876, Лілль) — франко-фламандський музикознавець.

## Біографія
З дитинства займався музикою, грав на скрипці та віолончелі, добре співав. 1825 року приїхав до Парижа, де вивчав юриспруденцію, а рівночасно навчався музичної композиції у Антоніна Рейха та оперного вокалу. В цей період Кусмакер писав витончену салонну музику — романси і кадрили, що нагадували то Белліні, то Россіні, то Меґюля.
1830 року Кусмакер завершив свою юридичну освіту і повернувся на північ Франції для продовження кар'єри: він був адвокатом в Дуе, потім суддею в Азебруку і Ліллі. Водночас він виступав із концертами як співак.
1835 року Кусмакер почав займатися історією музики, переважно середньовічною. Йому належать такі роботи, як «Історія гармонії в середні віки» (фр. Histoire de I'harmonie au moyen-âge; 1852), «Поліфоністи XII—XIII століть» (фр. Les harmonistes des XIIe et XIIIe siècles; 1864) та ін. Кусмакер підготував публікацію повних зборів творів Адама де ла Аля (1872) і випустив антологію середньовічних трактатів «Нова серія письменників про середньовічну музику» (лат. Scriptorum de musica Medii aevi nova series; 1864—1876; прийняте в науці скорочення — CS), протягом такої ж (раніше) антології Мартіна Герберта.
1853 року Кусмакер виступив засновником Фламандського комітету Франції — громадської організації, націленої на підтримку фламандської мови, літератури та культури на півночі Франції. Ця організація існує до нашого часу.